# Plünderung Roms (410)

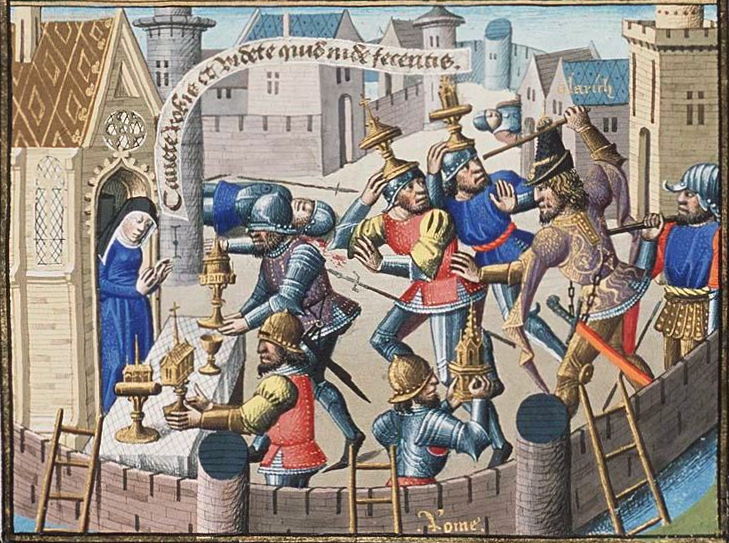
Illustration zu einer spätmittelalterlichen Ausgabe von Augustinus’ Gottesstaat, entstanden um 1475: Während der Plünderung Roms durch die Westgoten werden liturgische Gefäße in Sicherheit gebracht.

Die Plünderung Roms durch überwiegend westgotische Krieger unter Alarich erfolgte vom 24. bis zum 27. August 410. Dies war die erste Einnahme Roms seit dem Einfall der Gallier rund 800 Jahre zuvor. Das Ereignis bedeutete einen auch von Zeitgenossen wie Hieronymus, Augustinus und Orosius intensiv diskutierten Einschnitt in der Geschichte Roms. Das Geschehen erschütterte das Vertrauen in die weströmische Regierung tief und die Plünderung beschleunigte den Abstieg der Stadt Rom, die bereits seit fast einem Jahrhundert keine ständige Kaiserresidenz mehr war.
Obwohl kaum gesicherte Nachrichten über den Verlauf der Ereignisse vorliegen, beschrieben zahlreiche Autoren die Westgoten im Anschluss an Augustinus und Orosius als vergleichsweise gesittete Plünderer, die Roms heilige Stätten schonten, das Kirchenasyl respektierten und frommen Römerinnen kein Leid zufügten. Allerdings betonten einige Historiker, darunter Edward Gibbon und Ferdinand Gregorovius, dass die Bewohner der Stadt die Eroberung Roms durch Alarich sehr wohl als Katastrophe erlebt haben dürften.
Im Gegensatz zu früher geläufigen Ansichten betonen viele heutige Althistoriker wie Mischa Meier, Michael Kulikowski, Guy Halsall oder Henning Börm, dass es sich bei den Ereignissen nicht um eine Eroberung Roms durch eingefallene Barbaren, sondern vielmehr um eine systematische Plünderung durch eine meuternde Söldnerarmee im Kontext eines Bürgerkrieges gehandelt habe.

## Geschichte

### Goten auf römischem Gebiet

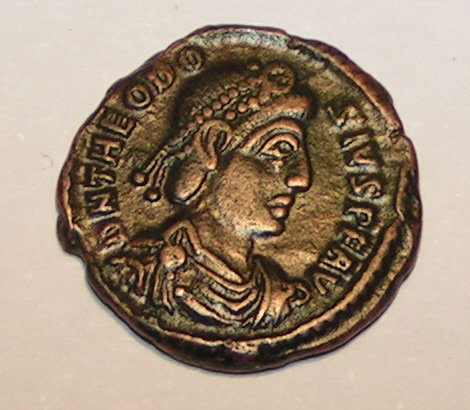
Kaiser Theodosius I. (Münzbildnis)

Zu Zusammenstößen zwischen Römern und Goten kam es erstmals im Jahr 238, während der Reichskrise des 3. Jahrhunderts. Kaiser Claudius Gothicus gelang es im Jahr 269, Goten, die nach Illyricum und Pannonien eingedrungen waren und sich auf dem Peloponnes festgesetzt hatten, durch den Sieg bei Naissus für ein Jahrhundert aus dem Reich zu verdrängen. Einige Gruppen, wie die Terwingen, siedelten sich in Dakien an, einer Provinz, die Rom 271 aufgegeben hatte.
Erst seitdem terwingische Goten unter Fritigern im Jahr 376 die Donau überschritten hatten, befanden sich ständig Goten auf Reichsgebiet. Aufgrund von Versorgungsproblemen wandten sich die Neuankömmlinge bald gegen die Römer und schlugen diese 378 in der Schlacht von Adrianopel vernichtend. Theodosius I., Nachfolger des in der Schlacht gefallenen Kaisers Valens, schloss 382 einen Vertrag (foedus) mit den Goten und gestand ihnen – im Gegenzug für militärische Unterstützung – Siedlungsgebiete südlich der unteren Donau zu. Sie übernahmen im Gegenzug als Foederaten den Grenzschutz.
Im Jahr 394 kämpften 20.000 gotische Krieger als Foederaten in der Schlacht am Frigidus an der Seite des Theodosius unter sehr hohen Verlusten gegen den Usurpator Eugenius. Befehligt wurden sie von Alarich, der spätestens seit dem Jahr 395 den später als Westgoten bezeichneten Teil der Goten anführte.

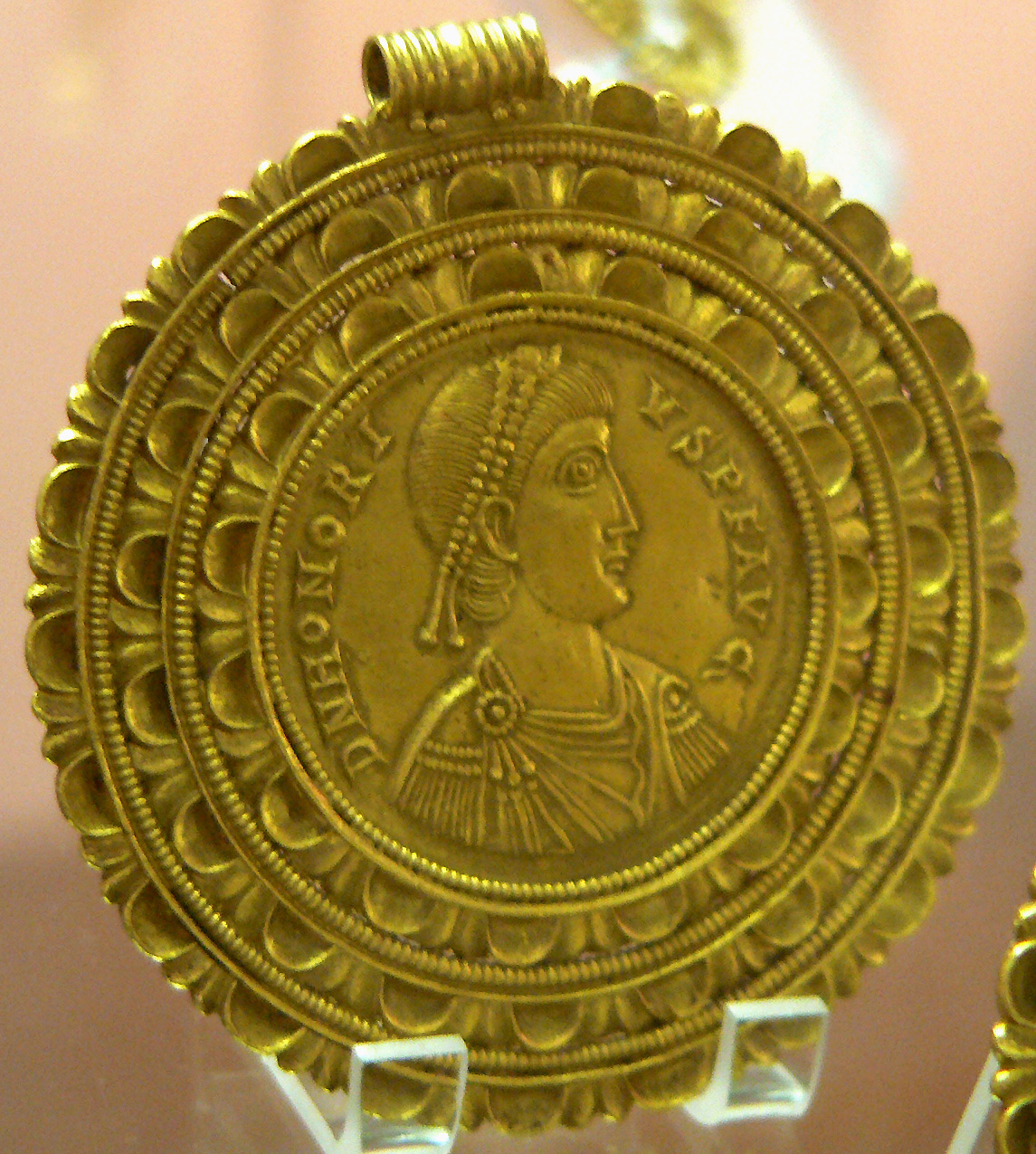
Ein in Ravenna entstandenes Medaillon des Honorius, zu dem ein weiteres der Galla Placidia gehört (kurz nach 425, entdeckt 1715)

Nachdem Theodosius Anfang 395 gestorben und durch seine jungen Söhne Arcadius im Osten und Honorius im Westen abgelöst worden war, entließ man die gotischen Krieger ohne angemessene Entschädigung. Daraufhin zog Alarich mit seinen Truppen plündernd durch den Balkan zur Hauptstadt Konstantinopel, ließ sich aber durch Zahlungen des Prätorianerpräfekten Rufinus zum Abzug bewegen. Die von Stilicho, der als Vormund des Honorius das Westreich regierte, angebotene Hilfe schlug Kaiser Arcadius aus, da er dies als Angriff Stilichos auf seinen Reichsteil wertete. Stattdessen musste Stilicho die oströmischen Truppen unter seinem Kommando wieder abgeben. Alarich konnte daher ungehindert durch Griechenland ziehen und Athen plündern, bis Stilicho im Jahr 397 erneut eingriff und die Goten in der Nähe von Olympia stellte. Arcadius reagierte auf diese Einmischung aus dem Westen, indem er Stilicho zum Staatsfeind erklären ließ und Alarich zum römischen Heermeister erhob. Seine Krieger durften sich in Dakien und Makedonien niederlassen und wurden wohl von den Römern versorgt. Alarich ging es darum, seinen Männern ein gesichertes Einkommen und sich selbst eine Position im römischen Militär zu verschaffen.
Da das Ostreich nach dem Sturz des einflussreichen kaiserlichen Beraters Eutropius im Jahr 399 und dem Putschversuch des Goten Gainas jedoch zu keinen weiteren Verhandlungen bereit war, wandte sich Alarich im Jahr 401 zum ersten Mal nach Italien. Auch Stilicho zeigte kein Entgegenkommen und schlug Alarich 402 in Schlachten bei Pollentia und Verona. Die Goten zogen sich daraufhin für mehrere Jahre auf den Balkan zurück. Trotz dieser Erfolge fühlte sich Honorius in Mailand nicht mehr sicher und verlegte seine Residenz Ende 402 in das besser gegen Angriffe geschützte Ravenna. 405 akzeptierte er sogar den Heermeistertitel, den Alarich von Arcadius erhalten hatte. Von nun an war Alarich Heermeister des weströmischen Reiches.
Der Arianer Alarich war jedoch nicht der einzige gotische Anführer, der auf römischem Territorium operierte. Ende 405 fiel der heidnische Warlord Radagaisus in Italien ein. Mit der Unterstützung gotischer Foederaten unter Sarus wurde er im Sommer 406 von Stilicho in der Schlacht bei Faesulae besiegt und hingerichtet. Die Atempause, die Stilicho dem Westreich damit verschafft hatte, währte aber nur kurz. Am letzten Tag des Jahres 406 überschritten germanische Krieger in großer Zahl den Rhein und verheerten das römische Gallien.

### Alarich vor Rom
Stilicho, der nach dem Sieg über Radagaisus einen Schlag gegen das Ostreich geplant und bereits den neuen weströmischen Heermeister Alarich nach Epirus vorausgeschickt hatte, musste in Italien bleiben. Dass er Alarich dennoch die für den Vorstoß nach Epirus versprochenen 4.000 Pfund Gold bezahlte, nahmen ihm der Senat und wohl auch Honorius übel. Als nach dem Tod des Arcadius im Sommer 408 eine Meuterei gegen Stilicho ausbrach, wandte sich Kaiser Honorius gegen seinen Feldherrn. Ein Offizier namens Heraclianus enthauptete Stilicho, der sich in eine Kirche Ravennas geflüchtet hatte.

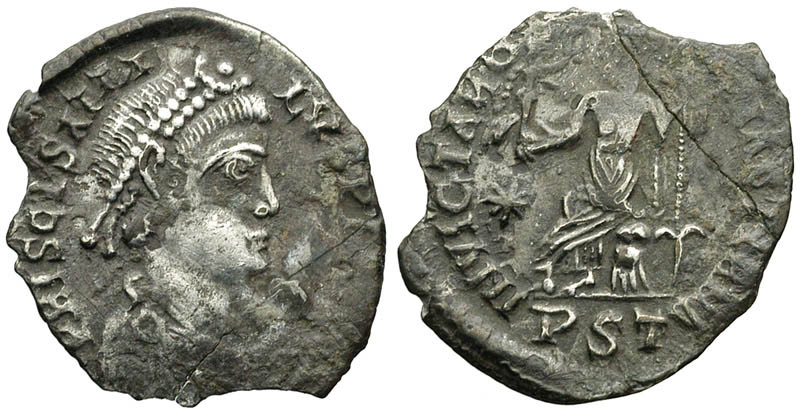
Siliqua des Priscus Attalus, den Alarich zum Gegenkaiser erheben und nach gut einem halben Jahr wieder absetzen ließ

Nach Stilichos Tod und den anschließenden Ausschreitungen, denen zahlreiche Soldaten germanischer Herkunft und deren Angehörige zum Opfer fielen, schlossen sich viele seiner Anhänger Alarich an. Dennoch zeigte sich dieser zunächst zum Frieden bereit. Als Honorius nicht auf sein Angebot einging, belagerte er Rom, das zwar nicht mehr kaiserliche Residenzstadt, aber immer noch die größte Stadt des Reiches war. Erst nachdem er 5.000 Pfund Gold, 30.000 Pfund Silber und weitere Wertgegenstände erhalten hatte, zog er Ende 408 wieder ab. Nun war zwar auch Honorius an Frieden interessiert, Alarichs Bedingungen – Ernennung zum obersten Reichsfeldherrn (magister utriusque militiae) und Siedlungsgebiete für seine Krieger – wollte er jedoch nicht akzeptieren. Auch als Alarich seine Forderungen reduzierte, blieb der Kaiser unnachgiebig.
Alarich belagerte Rom daraufhin Ende 409 erneut. Nachdem er in die Stadt gelassen worden war, ließ er den Stadtpräfekten Priscus Attalus vom Senat zum Gegenkaiser erheben. Attalus verlieh Alarich zwar wie gewünscht den Titel des magister utriusque militiae, wollte den Goten aber nicht die Provinz Africa – die Kornkammer des Westreichs – als Siedlungsgebiet überlassen. Heraclianus, der inzwischen als comes Africae die Truppen der Provinz befehligte und sich gegenüber Honorius loyal verhielt, stoppte unterdessen die Getreidelieferungen nach Italien. Da sich Attalus als nutzlos erwies, wurde er deshalb Anfang Juli 410 wieder abgesetzt. Neuerliche Verhandlungen zwischen Honorius und Alarich wurden durch Sarus – vielleicht war er ein alter Rivale Alarichs – hintertrieben, der den vor Ravenna wartenden Gotenführer angriff.

### Alarichs Heer plündert Rom

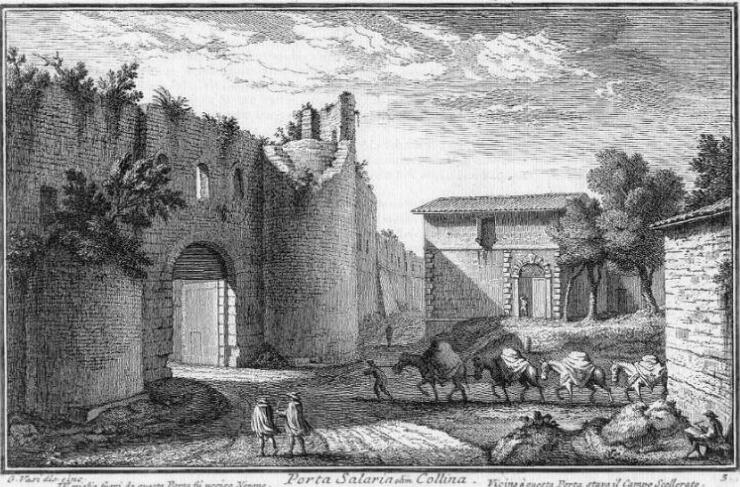
Die Porta Salaria, durch die die Goten in die Stadt eindrangen, in einer Darstellung des 18. Jahrhunderts. Das Tor wurde 1871 abgerissen.

Alarich, dessen Krieger bereits hungerten, war unter diesen Umständen nicht bereit, weiter zu verhandeln, und kehrte nach Rom zurück, um die Stadt ein drittes Mal zu belagern. Wie bereits 409 wurde ihm schließlich Einlass gewährt: Am 24. August 410 wurden seine Männer kampflos in die Stadt gelassen. Angeblich wurde von einer Aristokratin namens Proba oder von zu diesem Zweck eingeschleusten Sklaven die Porta Salaria geöffnet, durch die Alarichs Truppen in die Stadt strömten. Es ist aber gut möglich, dass dies spätere Erfindungen sind, die die Katastrophe erklären sollten. Denn anders als im Jahr zuvor verweigerte Alarich seinen Männern diesmal nicht das Beutemachen. Drei Tage lang plünderten sie die „ewige Stadt“.
Die zahlreichen Kirchen und die Menschen, die sich darin aufhielten, wurden von den Kriegern geschont. Der Quellenwert der Anekdoten, mit denen verschiedene spätantike Autoren zeigen wollten, dass Alarichs Goten vergleichsweise gesittet plünderten, ist aber nach Ansicht mancher Forscher begrenzt. Als Alarichs Truppen Rom am 27. August wieder verließen, blieb wohl kaum etwas von Wert in der Stadt zurück. Auch zahlreiche hochrangige Persönlichkeiten, darunter Galla Placidia, die Halbschwester des Honorius, mussten die Stadt mit Alarich verlassen.
Alarich hatte gesiegt, allerdings starb er nur wenige Monate später im kalabrischen Cosentia, ohne Africa erreicht zu haben. Acht Jahre nach seinem Tod erhielten die Westgoten schließlich Land in Aquitanien im westlichen Gallien. Das Westgotenreich, das Alarichs Nachfolger dort errichteten, überdauerte das Weströmische Reich seines Gegners Honorius. Die Stadt Rom erholte sich rasch von der Plünderung, wurde aber bereits 455 erneut geplündert.

## Rezeption

### Reaktion der Zeitgenossen

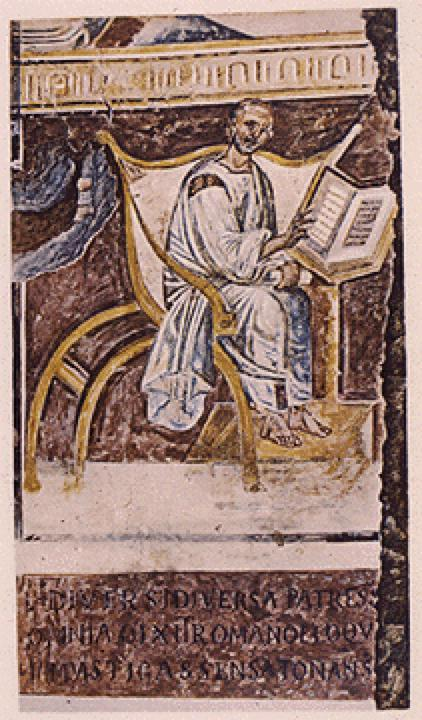
Augustinus wandte sich entschieden gegen die nach der Plünderung Roms vorgebrachte Kritik am Christentum (Darstellung in der Lateranbasilika, 6. Jahrhundert).

Zu den ersten greifbaren Reaktionen auf die Plünderung Roms durch Alarich zählen die Briefe des Kirchenvaters Hieronymus (347–420). Hieronymus, der früher selbst in Rom gelebt hatte, warf bereits 409 die Frage auf: „Was ist heil, wenn Rom zugrunde geht?“ Er reagierte entsetzt, als die Stadt tatsächlich fiel: „Die Stimme stockt mir, und vor Schluchzen kann ich nicht weiterdiktieren: Die Stadt Rom ist eingenommen, die zuvor die ganze Welt besiegt hatte.“ Seine Bestürzung über Belagerung und Plünderung Roms malte Hieronymus – unter großzügiger Verwendung biblischer Motive und mit einem Zitat aus Vergils Aeneis versehen – in den düstersten Farben aus.
Für Augustinus (354–430), seit 395 Bischof von Hippo Regius und ebenfalls einer der Kirchenväter, bedeutete der Fall Roms eine nicht zu unterschätzende Bedrohung für den Glauben seiner Gemeinde: Nicht nur hatte die verstärkte Hinwendung zum Christentum seit Theodosius den römischen Staat nicht vor dieser Katastrophe zu schützen vermocht, vielmehr war das Reich seitdem erst recht in Bedrängnis geraten. In Predigten und insbesondere in seinem Hauptwerk Vom Gottesstaat stellte sich Augustinus der hieraus erwachsenden Herausforderung.
Augustinus setzte sich ausführlich mit der zeitgenössischen Kritik am Christentum auseinander, die er auf die griffige Formel „Es regnet nicht, schuld sind die Christen“ brachte. Die Plünderung Roms sei als Hinweis Gottes zu verstehen, dass die eigentliche Heimat der Menschen nicht auf Erden, sondern im Himmel liege. Denn alles Irdische sei nun einmal endlich, das könnten heidnische Götter und auch der christliche Gott nicht ändern. Rom und Konstantinopel seien von diesem Schicksal nicht ausgenommen. „Ist etwa Petrus deshalb gestorben und beigesetzt worden, dass kein Stein von einem Theater falle?“ Ohnehin sei Rom im Gegensatz zum biblischen Sodom nur gezüchtigt, nicht aber zugrunde gerichtet worden; viele Christen und selbst Heiden, die sich nur dafür ausgegeben hätten, seien von den Goten geschont worden.
Augustinus wandte sich aber nicht nur selbst gegen Kritiker, er motivierte auch andere, es ihm gleichzutun. So gehen die 417/418 verfassten Historiae adversum Paganos, die „Weltgeschichte gegen die Heiden“ des spanischen Priesters Orosius († um 418), auf seine Anregung zurück. Orosius versammelte darin die Kriege und Katastrophen der Vergangenheit und versuchte so den Beweis zu führen, dass in vorchristlichen Zeiten eben nicht alles besser gewesen sei. Eine detaillierte Darstellung der Belagerungen Roms durch Alarich fehlte daher nicht. Orosius schreibt, der Gotenfürst habe seine Krieger ermahnt, die Menschen zu schonen, die an heiligen Orten Schutz gesucht hätten, und von unnötigem Blutvergießen abzusehen. Zwar seien im Zuge der ohnehin nur dreitägigen Plünderung einige Gebäude angezündet worden, der große Brand Roms unter Nero habe aber ganz andere Ausmaße angenommen. Wenn man die Bewohner Roms heute reden höre, könne man fast meinen, es sei gar nichts passiert.

### Spätantike Historiker
Der griechische Historiker Olympiodor († nach 425), der in seinem Geschichtswerk ausführlich die Zeit zwischen 407 und dem Regierungsantritt Valentinians III. im Jahr 425 behandelt, ist die wichtigste Quelle für mehrere spätantike griechische Autoren, die über den Westen des Imperiums in dieser Zeit schreiben. Das Werk ist nur in Exzerpten erhalten, denen sich die Ereignisse um die Plünderung Roms jedoch in wesentlichen Zügen entnehmen lassen: Alarich, der den Römern die Zusammenarbeit mit seinem Feind Sarus übelnimmt, plündert nach Stilichos Tod die Stadt und verlässt sie schließlich mit reicher Beute und der Kaiserschwester Galla Placidia. Zuvor hat er den Stadtpräfekten Attalus zum Kaiser erhoben.
Der Bericht Philostorgs († nach 433), der als Eunomianer dem Arianer Alarich religiös näher stand als andere spätantike Historiker, ist ebenfalls nur in Exzerpten überliefert. Er unterscheidet sich in einigen Punkten von der Darstellung Olympiodors, der von ihm aber auch genutzt wurde: Bei Philostorg hat Stilicho Alarich den Weg nach Italien geebnet, Priscus Attalus fordert selbst die Abdankung des Honorius und Sarus, der hier Heermeister des Kaisers ist, spielt eine wesentlich größere Rolle. Philostorg stellte die Verantwortung des Honorius heraus und verzichtete im Gegensatz zu Orosius und die einige Jahre später schreibenden Kirchenhistoriker Sokrates Scholastikos und Sozomenos darauf, die Plünderung Roms durch Alarich in irgendeiner Form zu verharmlosen. Menschliches Versagen, nicht Gottes Wille habe ein Ereignis heraufbeschworen, das als katastrophal zu beschreiben sei.
Der aus Konstantinopel stammende Sokrates († um 440) geht in seiner Kirchengeschichte nur kurz auf die Plünderung Roms ein. Alarichs frühere Zusammenarbeit mit den Römern ist ihm zwar bekannt – explizit nennt er dessen Beteiligung am Krieg gegen den Usurpator Eugenius –, nicht aber dessen Herkunft; er bezeichnet ihn nur allgemein als „Barbaren“. Stilicho, Honorius oder Galla Placidia werden nicht erwähnt, die Erhebung des Priscus Attalus zum Kaiser hingegen schon. Das Kapitel schließt mit einer Anekdote, nach der Alarich auf dem Weg nach Rom einem Mönch, der ihn zur Umkehr aufforderte, geantwortet habe, er zöge nicht aus freiem Willen gegen Rom, sondern folge dem Zwang einer inneren Stimme.
Der Kirchenhistoriker Sozomenos († um 450), der in seinem Werk die Zeit zwischen 324 und 439 behandelt und bereits auf Sokrates zurückgreifen konnte, ist in seiner Beschreibung der Plünderung Roms detaillierter als sein Vorgänger. Stilicho und die Umstände seines Todes sind ihm bekannt und auch über die unmittelbare Vorgeschichte zeigt er sich gut informiert. Er behauptet, heidnische Senatoren hätten während der ersten Belagerung Roms den alten Göttern geopfert, und ergänzt seine Schilderung durch Sokrates’ Mönchsanekdote und eine weitere über eine fromme Römerin, deren Sittsamkeit einen jungen Goten so beeindruckt habe, dass er darauf verzichtete, sie zu vergewaltigen. Sozomenos stellt den christlichen Glauben der Goten heraus; ihm zufolge schonten sie die Peterskirche und respektierten das Kirchenasyl.
Gut ein Jahrhundert nach Sozomenos verfasste der griechische Historiker Prokopios von Caesarea († um 562) seine Geschichte der Kriege Justinians, in der er auch ausführlich auf die Plünderung Roms durch Alarich einging. Präzise beschreibt er, wie Alarich in die Stadt eingedrungen sei, indem er vornehmen Römern 300 junge gotische Sklaven geschenkt habe, die ihm schließlich die Porta Salaria geöffnet hätten. Möglicherweise – Prokop bleibt vage, von wem er diese Version der Geschichte erfahren hat – habe aber auch die fromme Senatorengattin Proba aus Mitleid mit den hungernden Römern der Belagerung ein Ende gemacht und Alarich die Tore geöffnet. Honorius, dem schon frühere Autoren mit wenig Sympathie begegneten, wird bei Prokop endgültig zur lächerlichen Figur: Als er von Roms Ende erfahren habe, hätte er zunächst bestürzt an seinen Hahn gleichen Namens gedacht, hätte sich aber, auf den Irrtum aufmerksam gemacht, erleichtert gezeigt, dass nur die Stadt gefallen, sein Hahn Roma dagegen wohlauf sei. Die von Prokop wahrscheinlich einer Quelle entnommene Hahn-Erzählung stellt wohl eine pro-heidnische Anekdote dar und relativiert die Bedeutung der Eroberung Roms durch die Goten, die Prokop sicher weniger groß erschien als den Zeitgenossen 150 Jahre zuvor.
Etwa gleichzeitig mit Prokop schrieb Jordanes († nach 552) seine Getica, eine recht freie Zusammenfassung der heute verlorenen Gotengeschichte Cassiodors, die mehrere von späteren Autoren gern aufgegriffene Motive enthält. So unterscheidet Jordanes klar zwischen Ost- und Westgoten, lässt Alarich vom alten Königshaus der Balthen abstammen und beschreibt dessen Begräbnis im zu diesem Zweck umgeleiteten Busento. Die Plünderung selbst handelt er in wenigen Worten ab: Alarichs Truppen hätten auf seinen ausdrücklichen Befehl hin nur Beute gemacht, den heiligen Stätten aber keinen ernsthaften Schaden zugefügt und die Stadt auch nicht – wie barbarische Völker das sonst zu tun pflegten – angezündet.

### Mittelalterliche Autoren

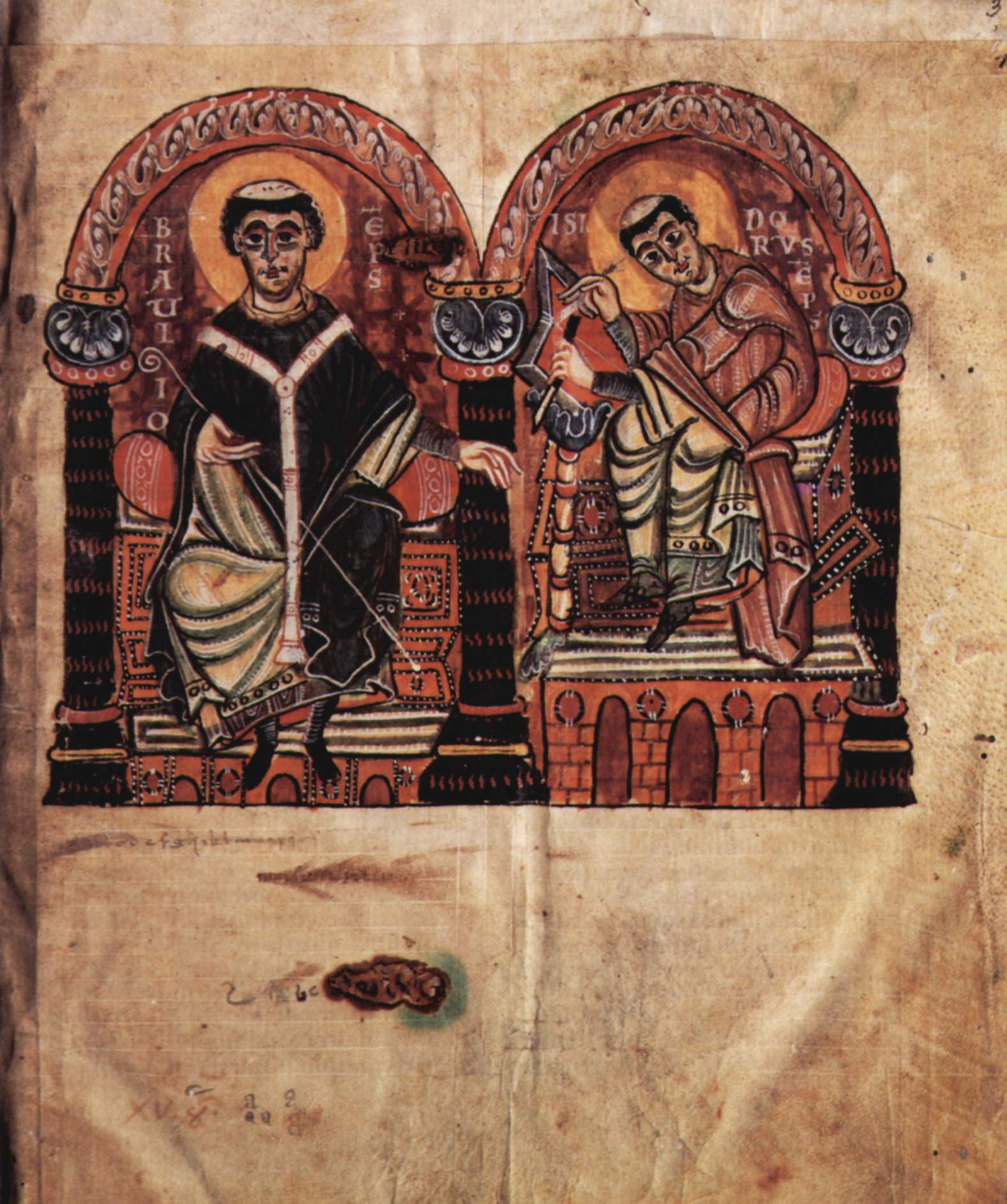
Isidor von Sevilla (rechts) schrieb im 7. Jahrhundert über den Fall Roms (Buchmalerei, 10. Jahrhundert).

Zweihundert Jahre nach Orosius beschrieb wiederum ein Spanier, Bischof Isidor von Sevilla († 636), die Plünderung Roms. Spanien wurde zu dieser Zeit von westgotischen Königen beherrscht, die in Toledo residierten und am Ende des 6. Jahrhunderts zum Katholizismus übergetreten waren. In Isidors Geschichte der Goten, Vandalen und Sueben greift Alarich – „dem Namen nach zwar ein Christ, doch dem Bekenntnis nach ein Ketzer“ – Rom an, um Rache für die Niederlage des Radagaisus gegen Stilicho zu nehmen; ansonsten orientiert sich seine Darstellung an der des Orosius.
Auch mehreren byzantinischen Historikern war der Fall Roms eine Erwähnung wert, darunter Theophanes († 817/818), Georgios Kedrenos († nach 1057) und Johannes Zonaras († nach 1118). Sie verarbeiteten meist den Bericht Prokops oder den seines weniger gut informierten Zeitgenossen Johannes Malalas († um 570), der aus Alarich einen General des Honorius gemacht hatte und ihn Rom im Auftrag des Kaisers plündern ließ. Zonaras stellte in seiner Epitome historiarum schließlich beide Versionen nebeneinander.
Bischof Otto von Freising († 1158), der Onkel Friedrich Barbarossas, schaffte es in seiner von Augustinus inspirierten Geschichte der zwei Staaten zwar, die ihm bekannten Beschreibungen der Plünderung von 410 – vor allem Orosius und Jordanes – zu vereinen. Allerdings datierte er die Ereignisse ins Jahr 415 und ließ den zu diesem Zeitpunkt bereits verstorbenen Stilicho den entscheidenden Überfall auf Alarichs Truppen verüben. Die Eroberung der Stadt durch die Goten war für Otto, der das Schicksal Roms mit dem Babylons verglich, der Anfang vom Ende des Römischen Reiches: Rom sei von Alarich entehrt und dann von Odoaker in Besitz genommen worden.
Schon an der Schwelle zur Neuzeit steht der italienische Humanist Flavio Biondo (1392–1463), der die Plünderung Roms an den Anfang seiner Geschichte Italiens stellte. Wie Otto von Freising dreihundert Jahre zuvor sah er in ihr den Beginn des Niedergangs des Römerreiches. Alarichs Westgoten seien von Stilicho nach Italien gerufen worden, der geplant habe, sich nach seinem Sieg über die barbarischen Eindringlinge selbst zum Herrscher über Italien aufzuschwingen. Für seine Darstellung der Plünderung greift Biondo vor allem auf Orosius zurück: Alarich habe die Kirchen der Apostel geschont und Blutvergießen zu vermeiden gesucht; nach drei Tagen sei er mit seinen Leuten, die Biondo in Anlehnung an Jordanes Visigothi nennt, weitergezogen.

### Frühneuzeitliche Autoren

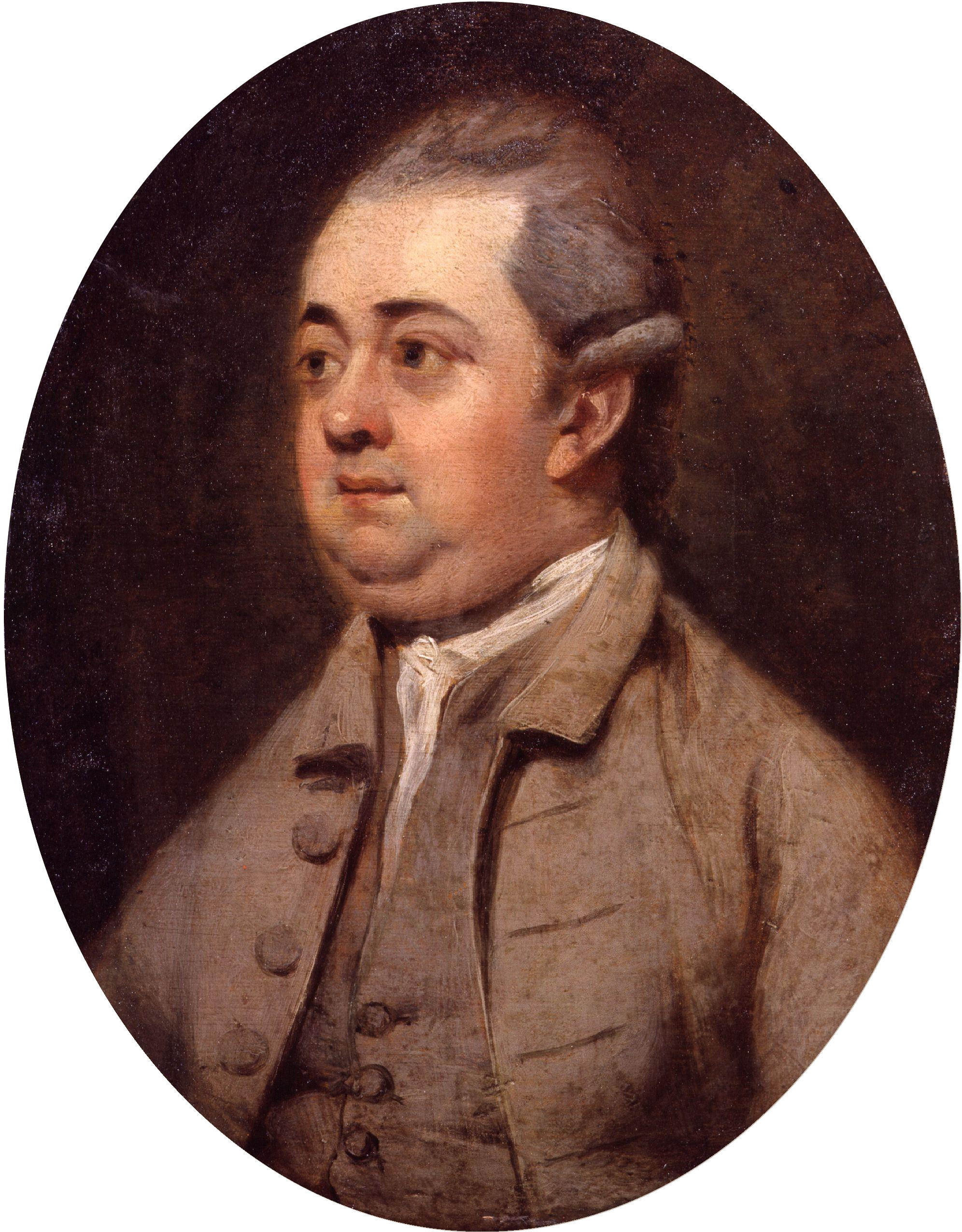
Edward Gibbon hielt den Sacco di Roma 1527 für schlimmer als die Plünderung Roms durch Alarich.

Biondos Arbeiten zur Geschichte und Geographie Italiens, insbesondere seine Italia illustrata, blieben im Ausland nicht unbemerkt. Zahlreiche Autoren versuchten sich an ähnlichen Werken, darunter der deutsche Humanist Franciscus Irenicus († 1553) mit seiner Germaniae exegesis. Irenicus kannte Hieronymus, Augustinus, Orosius und Otto von Freising, griff für seine Darstellung der Plünderung Roms aber vor allem auf Biondo zurück. Den Ereignissen des Jahres 410 maß er allerdings weniger Bedeutung zu als sein Vorbild; er sah in ihnen lediglich einen Etappensieg der Germanen, die schließlich die translatio imperii vollziehen und die Herrschaft von den Römern übernehmen würden.
Der Schwede Johannes Magnus (1488–1544), ein Zeitgenosse des Irenicus, führte in seiner vielgelesenen Geschichte aller Könige der Goten und Schweden die Schweden auf die Goten und diese wiederum auf den biblischen Urvater Noah zurück. Auch er verließ sich für seine Beschreibung der Plünderung weitgehend auf Biondo, arbeitete den Kontrast zwischen dem hinterhältigen Stilicho und den frommen Goten Alarichs allerdings noch schärfer heraus. Als Beleg für seine Einschätzung der Goten führte er entsprechende Stellen bei Augustinus und Orosius an. Hieronymus, der ein weniger günstiges Bild von den Goten zeichnet, hielt er für weniger gut informiert.
Der britische Historiker Edward Gibbon (1737–1794) widmete dem Fall Roms ein ganzes Kapitel seiner umfangreichen History of the Decline and Fall of the Roman Empire. Auch bei Gibbon, der die einschlägigen spätantiken Autoren genau studiert hatte, kommen Alarich und seine Goten besser weg als die dekadenten Römer und ihr unfähiger, von skrupellosen Höflingen dominierter Kaiser. Die Anekdoten, mit denen seine Quellen die Milde der Goten zu verdeutlichten suchten, waren für ihn aber nur Randerscheinungen. Das Bild, das Gibbon von der Plünderung Roms 410 entwirft, ist eher von Mord, Raub und Vergewaltigung als von Zurückhaltung und Frömmigkeit geprägt. Der Sacco di Roma 1100 Jahre später sei dennoch ungleich schlimmer gewesen.

### Autoren der Moderne

Ferdinand Gregorovius setzte die Plünderung durch Alarichs Goten an den Anfang seiner Geschichte der Stadt Rom im Mittelalter.

Der deutsche Historiker Ferdinand Gregorovius (1821–1891), den wie Gibbon der Anblick Roms zum Schreiben motivierte, ließ seine Geschichte der Stadt Rom im Mittelalter mit der Plünderung durch Alarich beginnen und dem Sacco di Roma enden. Auch er konstruierte einen Gegensatz zwischen dekadent-kraftlosen Römern und jugendlich-integren Barbaren und ging davon aus, dass die spätantiken Chronisten nicht die ganze Wahrheit überliefert hatten: „Nirgends Widerstand, nur Flucht, Mord, Plünderung und greuliche Verwirrung, welche darzustellen kein Augenzeuge gewagt hat.“ Gregorovius, der wie Gibbon die antiken Quellen gut kannte, schloss seinen Bericht mit einem Überblick über die Reaktionen der Zeitgenossen.
Alfred von Reumont (1808–1887) steckte den zeitlichen Rahmen seiner Geschichte der Stadt Rom sogar noch weiter als Gregorovius: In drei Bänden behandelte er die Entwicklung der Stadt von ihrer Gründung bis in seine Gegenwart. Seine im Vergleich zu Gregorovius konventionellere und weniger anspruchsvoll geratene Darstellung der Eroberung Roms durch die Goten reicherte er durch eingeflochtene Zitate von Augustinus und Hieronymus an. Alarichs Heer, „dessen Reihen von Kriegern aller germanischen, selbst mongolischer Stämme gefüllt waren“, habe zwar zahlreiche Gefangene gemacht, aber die Gebäude weitgehend unversehrt gelassen und auch weniger Römer getötet „als man vermuthen durfte“.
Der Historiker Felix Dahn (1834–1912), heute vor allem bekannt für seinen Roman Ein Kampf um Rom, behandelte die Plünderung Roms 410 in seinen Werken jeweils nur knapp. Im fünften Band seiner Könige der Germanen bot er zwar umfangreiche Literaturangaben, traf aber weder über die Frage, wie Alarichs Truppen in die Stadt gelangten, noch über Umfang und Art der angerichteten Zerstörungen eine konkrete Aussage. Dahns für interessierte Laien geschriebene Urgeschichte der germanischen und romanischen Völker bot dem Leser immerhin eine Reihe von Gründen und Erklärungen, warum sich die antiken Quellen widersprechen, blieb ansonsten aber ebenfalls vage.
Die Germanen der Völkerwanderung von Wilhelm Capelle (1871–1961), 1940 erschienen und von nationalsozialistischer Ideologie beeinflusst, wurden schließlich wieder konkreter: „Proba, die Witwe des kaiserlichen Präfekten Probus“ habe durch ihre Sklaven die Porta Salaria öffnen lassen und Alarich die Respektierung des Kirchenasyls befohlen; dafür, dass seine Befehle „vielfach übertreten“ worden seien, könne er nichts. Orosius nahm der Autor als Gewährsmann dafür, dass kaum Gebäude abbrannten; zu Alarichs Tod ließ er Jordanes zu Wort kommen, „der hier zweifellos auf Grund guter gotischer Überlieferung, die den Stempel der Zuverlässigkeit an der Stirn trägt, die Dinge erzählt“.

### Neuere Forschungen
Immer noch grundlegend für die Beschäftigung mit den Goten ist das 2009 in 5. Auflage erschienene Buch Die Goten von Herwig Wolfram (1. Auflage 1979). Wolfram stellt die Ereignisse, die zur Plünderung Roms durch Alarich führten, ausführlich dar, streift die Rezeptionsgeschichte aber nur kurz. Peter Heather spricht in seinem vieldiskutierten Buch über den Untergang des Römischen Weltreichs (deutsch 2007) von „eine[r] der manierlichsten Plünderungen, die eine Stadt je erlebte“. Einen guten Überblick über die Ereignisse und ihre Rezeption durch die Zeitgenossen bietet Mischa Meiers Aufsatz Alarich und die Eroberung Roms im Jahr 410 (2007). Daneben existieren einige neuere Arbeiten, die sich ganz oder überwiegend mit der Rezeption der Plünderung befassen, etwa Otto Zwierleins Aufsatz Der Fall Roms im Spiegel der Kirchenväter (1978), Augustinus und der Fall Roms (2009) von Heinrich Schlange-Schöningen oder Bruno Bleckmanns Beitrag zur Eroberung Roms durch Alarich in der Darstellung Philostorgs (2007).
Schon etwas älter sind Pierre Courcelles Histoire littéraire des grandes invasions germaniques (3. Auflage 1964) und Le sac de Rome (1964) von André Piganiol, das außer zahlreichen Quellenauszügen auch Reaktionen einiger französischer Persönlichkeiten der Neuzeit bietet. Ferdinand Heinzbergers Dissertation Heidnische und christliche Reaktion auf die Krisen des weströmischen Reiches (1976) geht auch auf weniger beachtete zeitgenössische Zeugnisse ein. Heinrich Schlange-Schöningen spannt in einem 2009 erschienenen Artikel einen Bogen von Augustinus über Courcelle und Piganiol bis Heather. Mischa Meier und Steffen Patzold zeigen in ihrem zum 1600. Jahrestag der Plünderung veröffentlichten Buch August 410 – Ein Kampf um Rom, wie das Ereignis von den Zeitgenossen über die Chronisten des Mittelalters und der frühen Neuzeit bis zu den Historikern des 19., 20, und beginnenden 21. Jahrhunderts immer wieder neu gedeutet wurde. Der von Johannes Lipps, Carlos Machado und Philipp von Rummel herausgegebene Tagungsband The Sack of Rome in 410 AD (2013) bietet neben Beiträgen zur Rezeptionsgeschichte auch Untersuchungen zu den archäologischen Spuren der Plünderung.

## Antike Quellen
- Alexander Heine (Hrsg.): Jordanis Gotengeschichte nebst Auszügen aus seiner Römischen Geschichte. Phaidon, Essen/Stuttgart 1985, ISBN 3-88851-076-7.
Zur Plünderung Roms und ihrer Vorgeschichte siehe Jordanes, Getica 146–158.
- Roger C. Blockley (Hrsg.): The fragmentary classicising historians of the later Roman Empire. Eunapius, Olympiodorus, Priscus and Malchus. Band 2. Liverpool 1983, ISBN 0-905205-15-4, S. 151–220.
Zur Plünderung Roms und ihrer Vorgeschichte siehe Olympiodor, Fragmente 6–8, 10–11 Blockley (ältere englische Übersetzung).
- Adolf Lippold (Hrsg.): Paulus Orosius. Die antike Weltgeschichte in christlicher Sicht. Band 2. Artemis, Zürich/München 1986, ISBN 3-7608-3677-1.
Zur Plünderung Roms und ihrer Vorgeschichte siehe Orosius 7,37–7,40.
- Joseph Bidez (Hrsg.): Philostorgius. Kirchengeschichte. Mit dem Leben des Lucian von Antiochien und den Fragmenten eines arianischen Historiographen. Bearbeitet von Friedhelm Winkelmann. 3. Auflage. Akademie Verlag, Berlin 1981.
Zur Plünderung Roms und ihrer Vorgeschichte siehe Philostorg 12,2–12,3.
- Otto Veh (Hrsg.): Prokop. Vandalenkriege. Heimeran, München 1971, ISBN 3-7765-2100-7.
Zur Plünderung Roms und ihrer Vorgeschichte siehe Prokop, Bellum Vandalicum 1,2,8–1,2,32.
- Günter Christian Hansen (Hrsg.): Sokrates. Kirchengeschichte. Akademie Verlag, Berlin 1995, ISBN 3-05-002546-8.
Zur Plünderung Roms und ihrer Vorgeschichte siehe Sokrates Scholastikos 7,10.
- Günther Christian Hansen (Hrsg.): Sozomenos. Historia Ecclesiastica – Kirchengeschichte. 4 Teilbände. Brepols, Turnhout 2004.
Zur Plünderung Roms und ihrer Vorgeschichte siehe Sozomenos 9,4; 9,6–9,10; 9,12.